# Charlie Gallogly
Charles "Charlie" Gallogly (16. juni 1919 - 12. januar 1993) var en nordirsk fodboldspiller (angriber). Han spillede to kampe for Nordirlands landshold.
På klubplan spillede Gallogly blandt andet tre år for Huddersfield i den bedste engelske række. Efter sit karrierestop emigrerede han til USA, hvor han døde i 1993.